# Presse féminine

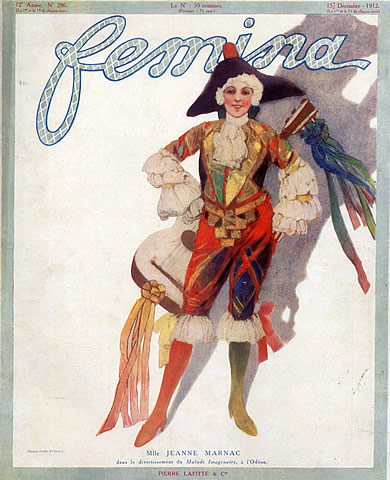
Femina (décembre 1915).

La presse féminine (parfois aussi presse pour femmes) est l'ensemble des titres de presse écrite spécifiquement destinés à un lectorat féminin. Ses origines sont liées à celles du mouvement féministe au XVIIIe siècle et à l'accès à la formation de  cette population féminine. C'est un outil par lequel les femmes renforcent leur participation à la société.
Outre ces magazines spécialement conçus pour un public féminin, sont parfois rattachées à cette catégorie la presse culinaire, la presse de décoration, la presse familiale et une partie de la presse de loisirs.
De par les clichés (idéal de beauté) et thèmes (cuisine, mode, déco, astrologie) qu'elle propose, une partie de la presse féminine a été parfois accusée de favoriser une approche conservatrice d'une société fondée sur la division et les inégalités des sexes.

## Historique

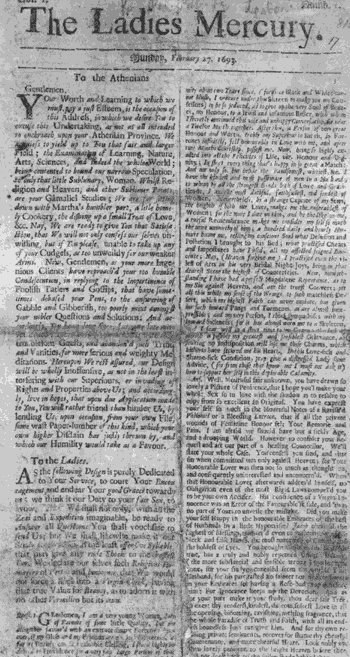
The Ladies Mercury, 1693.

### Les prémices de la presse féminine auXVIIesiècleetXVIIIesiècle
L'édition de journaux pour un lectorat féminin occidental commence à partir de la deuxième moitié du XVIIe siècle, dans le prolongement du développement de la presse et grâce à l'accès des femmes aux formations : le lectorat est limité aux femmes les plus aisées et les plus cultivées. Ces premiers titres sont peu illustrés comme, en France, la Muse Historique de Jean Loret (1650-1665) ou le Mercure Gallant de Jean Donneau de Visé (1672-1710), ou encore à Londres en 1693, The Ladies Mercury (en) (spin-off du journal The Athenian Mercury).
Cette presse féminine offre aux femmes un nouveau cadre de reconnaissance. Elles lisent ce type de presse pour se retrouver dans un monde voué aux femmes alors que la société est centrée sur le modèle masculin.

### Premiers journaux féminins
Cette presse féminine évolue au fur et à mesure du mouvement d'émancipation des femmes. Dès le XVIIIe siècle, alors que les femmes commencent à jouer un rôle social plus visible, apparaissent des publications telles que le Journal des dames et des modes (1759-1788).
La Révolution française est particulièrement propice à l'éclosion de nouveaux titres comme  Les Étrennes nationales des dames, qui ne dure que six mois après sa création le 30 novembre 1789 ainsi que Les Événements du jour et La Feuille du soir. À l’époque, on ne parle pas encore d’hebdomadaire ou de mensuel féminin mais plutôt de « feuilles » qui paraissent épisodiquement.
Les femmes mènent de nouveaux combats en faveur de leur droit et créent en parallèle des journaux tels que Les Annales de l'Éducation et du Sexe (1790) et La Feuille du Soir (1791). Cette nouvelle presse attise la curiosité d’un public plus cultivé et citadin. La presse, en général, se diversifie grâce aux transformations des conditions de production et de l’évolution des techniques de fabrication.

### Développement auXIXesiècleet début duXXesiècle
Les premières revendications féministes apparaissent déjà au XIXe siècle. Une dizaine de femmes s’investissent ainsi en France en 1808 dans un journal pour les femmes et pour leur émancipation, Athénée des Dames,. Mais ce journal connaît l’échec peu de temps après sa création, dans une société encore très patriarcale.
Toujours en France, à la suite de la révolution industrielle et avec l’influence saint-simonienne, des femmes ouvrières décident de rédiger un journal pour les femmes et « par les femmes », intitulé d’abord La Femme libre puis Femme nouvelle ou La Tribune des femmes. En 1836, Marie-Madeleine Poutret de Mauchamps lance La Gazette des Femmes, un journal accordant une place significative à la législation et à la jurisprudence sur le droit des femmes,. Mais ces publications agacent le gouvernement qui sanctionne Marie-Madeleine Poutret de Mauchamps et son mari. D’autres journaux favorables au féminisme et au syndicalisme voient le jour. La Voix des femmes constitue notamment un journal socialiste et politique qui vise à faire entendre les femmes. Malgré ses ambitions révolutionnaires, le journal disparaît et la presse se réduit à nouveau au moralisme chrétien et aux idées de la femme ménagère.
Au début de la IIIe République, la presse féminine connaît en France une véritable éclosion. Cette évolution est favorisée par divers changements, notamment l’institution de l’école laïque et gratuite et l’acquisition de nouveaux droits pour les femmes. De plus, avec la loi sur la liberté de la presse (loi du 29 juillet 1881), l’engouement pour la presse ne cesse de s'accroître. Le Petit Écho de la mode devient en 1880 un hebdomadaire « pratique et un guide du bien-être » pour un bon nombre de femmes. Ce journal à succès reste populaire jusque dans les années 1960 puis est jumelé avec Femmes d'aujourd’hui (journal belge). En France, Léonie de Bazelaire crée en 1900 La Chevauchée, revue littéraire des femmes, une revue littéraire bimensuelle qui paraît jusqu'en 1903 et dans laquelle sont publiés des textes écrits par des artistes, des écrivaines, des voyageuses.
En Espagne, le magazine La Ilustración de la Mujer, consacré à la littérature, aux sciences, aux beaux-arts et à la mode, commence à paraître à Barcelone en 1883. S'adressant aux femmes de la bourgeoisie catalane de la fin du XIXe siècle, il est célèbre pour sa section « La galerie des femmes remarquables ». On y retrouve notamment les plumes des féministes Dolors Monserdà et Clotilde Cerdà.

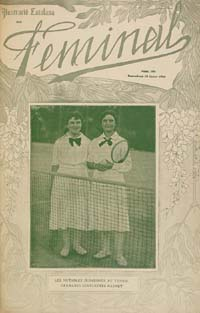
Le no 106 de la revue Feminal, publiée à Barcelone dès 1907.

Le développement de la presse féminine au cours du XIXe et XXe siècles est également géographique, lié là encore à l'accès des femmes à la formation (qui permet l'émergence d'un lectorat potentiellement plus important), au développement de la presse et, souvent, à l'émergence de mouvements féministes. Dans l'Inde britannique, un premier journal féminin est créé en 1857 en langue gujarati, Stribodh (en), suivi par d'autres, tel en 1886, davantage dans le sud de ce sous-continent indien, le Keraliya Suguna Bodhini (en), en langue malayalam. En 1894, à Boston, aux États-Unis, Josephine St. Pierre Ruffin lance le premier journal national publié par et pour les femmes afro-américaines, The Woman's Era, diffusé pendant quelques années. En 1892, le premier magazine féminin d'Égypte, et même du monde arabe, Al-Fatah [La jeune femme], est créé par Hind Nawfal,. Les débuts d'une presse féminine égyptienne influencent d'autres pays tels par exemple la Malaisie où Zainon Munshi Sulaiman (en) fonde en 1929 la revue Bulan Melayu consacrée à l'éducation des jeunes femmes. L'éducation est considérée par elle comme la clé de l'amélioration de la condition des femmes. En Catalogne, en 1907, la journaliste Carme Karr fonde la revue Feminal. qui milite en faveur de la place des femmes dans la société. En Indonésie, c'est en 1908 qu'apparaît à Batavia la première revue entièrement destinée aux femmes, Poetri Hindia. En Thaïlande, une telle création se fait dans les années 1920. Peu avant, en 1919, Mabel Catherine Malherbe, une militante féministe et afrikaner sud-africaine fonde en Afrique australe le premier magazine féminin en langue afrikaans, Die Boerevrou.
Les femmes, par le biais de l’écriture, veulent en effet également passer des messages féministes : réclamer l’égalité homme-femme notamment, comme le cas de Feminal à Barcelone. S’y ajoutent les syndicats féminins qui souhaitent faire passer leurs idées via les journaux. En France, La Fronde de Marguerite Durand se distingue des autres titres en parlant de la femme comme une « créature » aspirant à la liberté dans la société. C’est aussi ce périodique qui inaugure le journalisme moderne féminin. Ce journal parle de sujets tels que la politique ou le sport. Il lance des campagnes en faveur de Dreyfus, mais aussi de la maternité volontaire ou de l'émancipation économique des femmes,. Mais, la Première Guerre mondiale interrompt cette initiative. Selon Mathilde Gauthier, éditrice du P'tit Rose, Organe hebdomadaire, féministe, humoristique et satirique, qui trouve absurde les attaques dont son propre journal fait l'objet, si en 1900 l'éloge de La Fronde n'est plus à faire, il a connu à ses débuts « de toutes parts une tempête d'injures ».
L’entre- deux- guerres est un tournant pour les femmes désormais davantage présentes dans le monde du travail : durant le conflit, elles ont du se substituer en partie aux hommes mobilisés dans les effectifs militaires. Par conséquent, leur immersion professionnelle permet de montrer non seulement une image de bonne mère mais aussi de femme indépendante.
Le monde de la mode contribue aussi à populariser la presse féminine, à la fin du XIXe siècle et dans les premières décennies du XXe siècle. Un des plus anciens magazine de mode s'adressant aux femmes, souvent considéré comme le premier, est américain, date de 1867, et existe toujours : c'est le Harper's Bazaar . Il est suivi par l'apparition en 1892 à New York d'un autre titre existant toujours, Vogue. Les magazines de mode ne cessent ensuite de se multiplier : on trouve par exemple en France Le Petit Écho, Mon ouvrage ou encore Femina. Quant aux directeurs de journaux traditionnels, ils cherchent aussi à plaire aux femmes et éditent un petit supplément consacré.à celles-ci (exemple de Eve que l’on adjoint aux divers quotidiens).
L’essor de l’industrie cosmétique permet l’arrivée d’un nouveau genre de magazine, celui destiné à la beauté. Marie-Claire, une création de Jean Prouvost, inspiré des magazines d’outre-Atlantique et née en 1939, est ainsi bien accueillie. En Belgique, Femmes d’aujourd’hui se place également au rang des revues féminines les plus lues.

### Évolutions après la Seconde Guerre mondiale
Après 1945, les maisons d’éditions revendiquent leur droit d’avoir leur publication féminine. La reconnaissance des droits civiques des femmes favorisent l'émergence de nouveaux titres au caractère résolument politique. En France, c'est par exemple L'Écho des Françaises, Les Heures Claires de l'Union des femmes françaises (rebaptisé Clara) ou encore Antoinette, journal de la CGT créé en 1955. La presse idéologique et militante se propage aussi et témoigne des nouvelles aspirations des femmes. Mais à l’époque en Europe de l'Ouest, le modèle américain est en plein essor et des projets de magazines s’en inspirent.
De nouveaux magazines voient le jour. C’est le cas en France de Marie-France, et de Elle, imaginé par l’ancienne rédactrice en chef de Marie-Claire, Hélène Gordon Lazareff. En 1954, Marie-Claire, revient avec une édition bon marché, en couleur et encourage les femmes dans leurs démarches vers plus d'autonomie. Cependant, on retrouve aussi des magazines plus traditionnels tels que ceux d’avant-guerre. Femme d’aujourd’hui connaissant un grand succès en France se développe et crée Femme pratique.

### Les années 1960, années de remise en cause
Dès le début des années 1960, la presse entière connaît une crise sans précédent. On annonce une baisse de 20 % des revues féminines en France. La télévision apparaît également au sein des foyers et la presse ne constitue plus le seul moyen d’information. En outre, les journaux intègrent de nouvelles rubriques dans leur édition et enlèvent à la presse féminine son caractère unique.
Cet abandon par les lectrices révèle aussi une mutation de la société. Les femmes ne travaillent plus essentiellement dans des fonctions d'assistantes au sein du secteur tertiaire, deviennent présentes dans un grand nombre de métiers et veulent accéder aussi de plus en plus aux responsabilités. En 1963, Betty Friedan publie The Feminine Mystique traduit dès l'année suivante en français par Yvette Roudy sous le titre La Femme mystifiée. Un mouvement critique à l’égard des médias se développe progressivement. Un nouveau mouvement féministe, au-delà des suffragettes du siècle précédent, vise à réévaluer le rôle des femmes dans la société sur différents plans, non seulement dans une lutte matérielle pour l’égalité des droits pour les femmes ou pour l'égalité salariale, mais aussi pour dépasser un plafond de verre qui semble bloquer l'accès aux responsabilités, et plus profondément encore dans un conflit symbolique concernant les définitions, entre autres véhiculées par les médias, de la «féminité» et de la «masculinité».
De plus, les femmes veulent désormais disposer d’une liberté supplémentaire : celle de disposer de leur corps. Ce sont les évolutions un peu partout dans le monde sur la contraception, ou encore les débâts sur l’avortement. Entretemps, la période de Mai 68, riche en secousses sociales, voit le renforcement des mouvements féministes en Occident avec des idées qui s'ancrent dans l'opinion. Un certain divorce semble en cours entre une presse féminine, un temps décalée et conservatrice, et ses lectrices. La presse féminine est « dépassée » par cette crise de Mai 68 et les changements qu’elle implique. Devenues indépendantes et révolutionnaires, certaines lectrices ne se retrouvent plus dans leurs magazines. Elles n’acceptent plus d’être montrées comme un objet de désir. De plus, elles ne souhaitent plus être mises en avant par des hommes et apparaître comme des femmes ayant besoin de leur mari pour évoluer.
Entre 1964 et 1974, un magazine destiné aux adolescentes apparaît également en France, Mademoiselle Âge tendre, inspiré librement d'un magazine américain créé en 1944, Seventeen, ciblant spécifiquement cet âge, s'intéressant aux loisirs, aux passions musicales, aux évolutions vestimentaires, mais aussi à la libération sexuelle, avec, à partir de 1969, un « cahier sexologie », rédigé par une femme médecin. C'est également un magazine peu politisé.

### La période noire des années 1970
Au début des années 1970, Anne-Marie Dardigna remarque encore que la presse féminine véhicule des images traditionnelles de la femme . Séductrice, conjointe et mère, elle est  ainsi rarement exposée sans rapport avec l’homme. Dans les magazines, la jeunesse et la beauté sont mises en évidence, et le rôle de femme au foyer rappelé. Une distinction selon le genre est dès lors établie. En dehors des tâches ménagères, le travail des femmes est peu présent. Pourtant, un tiers des femmes ont un travail « non domestique » à l’époque.
Dès lors, Elle et Marie-Claire tentent de reconquérir leur lectorat en laissant la parole aux femmes dans une rubrique consacrée à leurs avis sur des questions d’actualité. Mais, cette tentative échoue et la presse féminine entre dans sa période « noire ». De 1973 à 1977, le nombre de magazines chute et les femmes ne parviennent plus à trouver leur bonheur dans la presse féminine.
Différentes études conduisent à s’interroger sur les représentations de la femme dans les magazines féminins à cette époque. Le premier périodique féministe francophone, Les Cahiers du GRIF, est par exemple créé à cette époque par Françoise Collin. En 1978, trois de ses auteures analysent l’image de la femme dans la presse féminine, représentée par divers magazines  (Femmes d’aujourd’hui, Femme pratique, Elle, Marie-Claire, Jacinthe et O.K. âge tendre) pour examiner si les mêmes images sont toujours transmises par rapport au début des années 1970. En ce qui concerne la publicité, il ressort de cette analyse que les annonces concernant la séduction prédominent et que les stéréotypes y sont largement reproduits, malgré une évolution. 
Quant au contenu, le progrès est jugé illusoire. La femme possède plus de liberté mais les représentations épouse/mère reviennent continuellement. Les femmes présentées sont fréquemment sans âge et lisses. Les magazines féminins parlent parfois d’hommes politiques mais d’un point de vue personnel. Une percée vers le monde extérieur est souvent présente mais les rôles restent sous-entendus. Le positif se mêle donc couramment au négatif.
Selon Fabienne Malbois, à la fin des années 1970, alors que de nombreux journaux féministes disparaissent, la presse féminine « décrètent [...] la réconciliation du féminisme avec la « féminité », mais traitent, ici ou là, de sujets liés aux droits et à l'émancipation des femmes, tels l'avortement ou la représentation en politique ».
C’est à ce même moment que les féministes décident de lancer leurs propres journaux (exemples : Questions féministes, Histoire d’Elles). On assiste aussi au succès des magazines plus spécialisés qui s’intéressent à une cible précise. On peut distinguer deux types de cibles : soit les magazines qui s’attardent sur le style et les modes de vie, soit ceux qui se basent sur l’âge et la profession. Les journaux consacrés au bien-être et au corps des femmes se développent aussi.

### Les années 1980 et 1990: évolution du contenu
À partir des années 1980, la presse féminine cherche à ériger un nouveau modèle de femme entre féminité et féminisme.  Quant aux publicités, elles sont plus nombreuses au sein des journaux. Le contenu des magazines féminins change. Par exemple, les rubriques politiques et mondaines sont remplacées par des pages people, comme c’est le cas de Elle.
En 1980, on voit aussi apparaître en France Madame Figaro, supplément du quotidien Le Figaro. Madame Figaro, Elle, Vogue, Cosmopolitan, Harper's Bazaar, Marie Claire, etc.. deviennent des périodiques féminins diffusés sur plusieurs pays et continents, avec quelquefois des éditions spécialisées par langue, par zone géographique ou par pays. Cette période est également marquée par l'apparition de magazines féminins se voulant populaires et pratiques (comme Prima ou encore Femme actuelle), et par des recherches sur le format, avec toujours cette préoccupation d'être pratique : « Le petit format se glisse dans le sac à main, le sac de plage. Il est la réduction exacte au format homothétique, sans changement de contenu. Comme il consomme moins de papier, il est proposé à un prix plus avantageux ».

### LeXXIesiècle

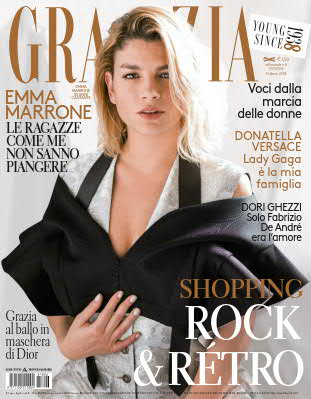
Grazia, 2018.

Pour la presse féminine, le XXIe siècle est caractérisé, comme pour l'ensemble de la presse, par la montée d'internet et de titres «pure player» (ou de blogs). La presse féminine sur papier se maintient bien dans la première décennie de ce siècle, peut-être même mieux que d'autres types de presse. Le nombre de titres n'augmente pas de façon significative, des titres relativement anciens rajeunissent leur formule, quelques titres disparaissent, d'autres apparaissent, comme en France, Grazia en 2009 (il existait déjà en Italie) ou Be Magazine en 2010. Mais la préoccupation de la presse féminine est de capter l'attention des générations montantes. Ces générations privilégient en effet internet, ce qui se traduit à partir des années 2010 par une diffusion en baisse, mais surtout par une réduction des recettes financières associées à la publicité.

## Les fonctions de la presse féminine
La presse féminine privilégie la vie quotidienne de ses lectrices comme centre d'intérêt. La fonction principale que l’on attribue aux magazines est sa fonction de « guide pratique et de divertissement ». Cependant, au-delà de son rôle essentiel, la presse féminine dénombre 4 grandes fonctions.
- Fonction de guide

La vocation première des magazines féminins est d’être un guide du bien-être et du « mieux-vivre ». La presse féminine balaye différents thèmes dans ses rubriques incontournables. Les femmes y reçoivent très souvent des conseils divers, notamment d’ordre psychologique et médical mais également pour la famille, les enfants, l’intérieur ou en matière de mode et de cuisine. Par exemple, la rubrique cuisine se retrouve dans chaque féminin et adapte son contenu en fonction du lectorat. Certains proposent des fiches détachables pour tout budget et d’autres traitent des arts de la table et de recevoir. Quant à la mode, les guides féminins ne négligent aucune classe sociale : Elle et Marie-Claire proposent des patrons plutôt haut de gamme tandis que certains magazines plus populaires offrent des modèles plus abordables.
La presse féminine veut aussi se démarquer en s’inspirant des tendances et des demandes du moment, d'où, par exemple, l’apparition de femmes rondes au sein des rubriques « mode ».
La beauté figure également dans tous les périodiques féminins mais là aussi, des différences existent. L'industrie cosmétique a très vite compris, notamment Helena Rubinstein, l'intérêt d'être présent dans ces pages. Dans les articles, cette presse féminine invente des approches nouvelles, telles le journal Elle qui adapte l'idée «avant-après» [maquillage] avec le mannequin Nicole de Lamargé. Ces revues deviennent une rampe de lancement pour de nouvelles vedettes féminines. Mais les rédacteurs ou rédactrices approfondissent également le contenu, avec  une approche plus journalistique. Des articles plus fouillés ou plus techniques apparaissent. La psychologie et les domaines plus spécifiques entrent en jeu. Le professionnalisme des spécialistes (psychologues, sexologues, esthéticiennes) et le langage scientifique plaisent. Certains magazines s'inscrivent également en rupture, tel The Face en Angleterre (de 1980 à 2004), qui mélange une sous-culture des rues à une culture plus médiatique. Pour autant, les liens entre les annonceurs publicitaires et les équipes de rédaction enlèvent quelquefois de la crédibilité aux contenus. En 1991, un magazine américain, Allure, crée une onde de choc à ses débuts avec un ton plus impertinent, plus provoquant, plus cru tout en se voulant pratique et glamour.
En outre, la presse féminine est capable de faire découvrir des thèmes nouveaux, souvent expliqués par des experts. Elle permet notamment la libération des sujets tabous tels que le divorce ou les relations amoureuses compliquées. Les journalistes et spécialistes formulent des conseils sur les situations quotidiennes. Le sujet de la vieillesse est, par exemple, en contradiction avec la beauté éternelle prônée par les publicités mais les magazines ne le négligent plus. Toutefois, pendant longtemps, les publicités mettaient en avant des femmes jeunes et dynamiques, tandis que du côté masculin, les représentations des hommes traversaient les âges.
Enfin, les féminins remettent en cause la société trop moralisatrice et tentent de privilégier le changement de mentalités.
- Fonction de divertissement et d’évasion

D’abord la lecture des revues féminines est associée à un moment de détente. Ces revues véhiculent le bonheur et proposent de s’identifier à des situations proches de celles des lectrices. Des feuilletons sont d’ailleurs souvent proposés dans les magazines féminins, notamment sous forme de romans-photos (presse du cœur).
Ensuite les journaux féminins mettent en avant l’avis des lectrices avec des rubriques « témoignages » (aspect communicationnel).
- Fonction d’information

Dans la presse féminine, la quantité d’informations est faible mais elle a subi une évolution. Par exemple, les magazines tentent de s’attaquer à la politique par le biais de portraits intimes ou d’interviews d’épouse de dirigeant. Les hommes politiques sont abordés de manière personnelle et familiale. Les magazines les présentent fréquemment comme des personnes ayant tout réussi. Les féminins s’attardent aussi aux grands problèmes d'intérêts généraux tels que le racisme et les droits de l’Homme.
- La question idéologique

« Les magazines féminins ont exprimé et reflété l’évolution des modes de vie, les changements de mentalités et l’émancipation des femmes. » Les magazines féminins essaient de propager de nouvelles valeurs dans un lectorat diversifié. Evelyne Sullerot dans son ouvrage La presse féminine dépeint les différentes images de la femme. Elle cite par exemple : la femme objet, la femme objet-sujet ou encore la femme « masculine » capable de conjuguer plusieurs fonctions.
De plus, le mariage a pendant longtemps été mis en avant par les magazines féminins. Les rôles d’épouse et de mère étaient en effet largement diffusés et vantés. La condition de la femme comme future mariée et femme au foyer était également mise en avant par les magazines féminins.

## Les stéréotypes dans les magazines féminins

### Introduction
À l’heure actuelle, pour représenter le genre féminin, on utilise très fréquemment les stéréotypes, qui sont proches du fantasme d’une société basée sur le modèle patriarcal. Ces stéréotypes mettent en scène le genre féminin comme l’idéal qu’il devrait être dans cette société et non comme il l’est «réellement ». Il est ainsi représenté dans le but de maintenir la soumission du genre féminin.
Les stéréotypes véhiculés par la presse féminine ont également une influence sur la formation de l’identité de genre. On peut dire que les messages contenant des stéréotypes de genre ont des effets sur les comportements des récepteurs. Ils ont donc des conséquences sur la formation identitaire.

### Approche féministe
Selon la critique féministe des médias, toutes les femmes sont victimes de l’influence de ces stéréotypes. Elle dénonce l’usage excessif des stéréotypes de genre et l’utilisation réductrice ou déformée de la femme dans les médias. Elle condamne également les représentations inégales des rôles de genre et l’exploitation de l’image de la femme.
La critique féministe suggère donc comme solution une réduction massive de ces stéréotypes et une augmentation de contre-stéréotypes. Cette nouvelle vision conduirait à un affaiblissement des normes de genre, à la diminution du sexisme envers les femmes et à l’égalité entre les individus.

### Une autre approche: lesCultural Studies
Et si le stéréotypage du genre féminin était intentionnel ? Le stéréotype peut être subi mais il peut également être utilisé stratégiquement, en faveur du sujet ciblé, pour manipuler les représentations « primitives » du genre, et ainsi permettre un changement progressif de l’image qu’on se fait du genre féminin.
D’après la critique des Cultural Studies, l’exposition à ce type de messages stéréotypés n’apporte aucune réponse concernant l’intensité des effets des médias. En effet, les lectrices perçoivent le message en fonction de leur environnement de vie (« cognitif, affectif et social ») et de leur expérience.
Ainsi, le récepteur aurait un rôle actif et non passif. De ce fait, il négocierait le sens d’un message en fonction de ses attentes, de ses buts et de ses motivations. Les lectrices apporteraient leurs propres interprétations et elles feraient une co-construction du message. Elles moduleraient donc leurs attentes par rapport au contenu et à la forme du message d’un article ou d’une publicité, selon le contrat de divertissement et de détente qui présuppose la lecture d’un magazine de beauté/mode féminin. On insistera donc sur l’importance du sujet interprétant le message, même s’il est de genre féminin. Le public féminin ferait alors la différence entre représentation et représentativité (conformité à la réalité) des modèles féminins médiatisés
En somme, les messages transmis par la presse féminine sont dirigés par un « contrat de lectorat » qui se fait entre les producteurs et les réceptrices.